# Diana Carolina
Diana Carolina é uma telenovela venezuelana exibida em 1984 pela Venevisión.

## Elenco
- Ivonne Groderich
- Guillermo Dávila
- Junior Álvarez
- Millie Aviles
- Rafael José Díaz
- Corina Azopardo
- Henry Salvat
- Lucia Sanoja
- Herman O'Neill
- Flor d'Lotto